# Takashi Hirano
Takashi Hirano (平野 孝 Hirano Takashi?, Shimizu, Shizuoka, 15 de julio de 1974) es un exfutbolista japonés, se desempeñaba como defensa y como centrocampista defensivo. Fue un jugador muy activo y jugó en hasta 8 clubes, 7 de ellos japoneses.

## Estadísticas

### Selección nacional
Fuente:
| Selección de Japón | Selección de Japón | Selección de Japón |
| Año                | Part.              | Goles              |
| ------------------ | ------------------ | ------------------ |
| 1997               | 5                  | 1                  |
| 1998               | 7                  | 2                  |
| 1999               | 0                  | 0                  |
| 2000               | 3                  | 1                  |
| Total              | 15                 | 4                  |

#### Participaciones en fases finales
| Torneo                         | Sede    | Resultado    | Partidos | Goles |
| ------------------------------ | ------- | ------------ | -------- | ----- |
| Copa Mundial de Fútbol de 1998 | Francia | Primera fase | 2        | 0     |